# Irene Solà
Irene Solà Sáez (Malla, 1990. augusztus 17. –) katalán író és művész. Munkáit a barcelonai CCCB-ben és a londoni Whitechapel Galériában állította ki. Első verseskötete, a Bèstia 2012-ben elnyerte az Amadeu Oller-díjat, Els dics című regénye pedig a 2017-es Documenta-díjat.

## Pályafutása
A Barcelonai Egyetemen képzőművészetből, a Sussexi Egyetemen pedig irodalomból, filmből és vizuális kultúrából szerzett mesterdiplomát. Első verseskötetét, a Bèstia (Galerada, 2012) Amadeu Oller Költészeti Díjjal jutalmazták, és angolra is lefordították (Beast, Shearsman Books, 2017). Első regénye, az Els dics (The Dams, L'Altra Editorial, 2018) elnyerte a Documenta-díjat, és a Katalán Kulturális Minisztérium irodalmi alkotói ösztöndíjban részesítette. 
2018-ban állandó íróként dolgozott a George Mason Egyetem (Virginia, Egyesült Államok) Alan Cheuse Nemzetközi Íróközpontjában, 2019 végén pedig beválasztották az Art Omi: Writers Ledig House programba (New York). 
2019-ben elnyerte a Premi Llibres Anagrama de Novel·la elismerést a Canto jo i la muntanya balla című művéért. Ugyanebben az évben megkapta a Núvol-díjat és a Cálamo-díjat is a könyv spanyol kiadásáért. 2020-ban elnyerte az Európai Unió Irodalmi Díját és a Maria Àngels Anglada-díjat. 2022-ben a könyv a Warwick Prize for Women in Translation jelöltek listájára is bekerült. 2023-ban a könyv bekerült az Oxford-Weidenfeld fordítási díjra

## Művei
- Bèstia (Galerada, 2012)
- Els dics (L'Altra Editorial, 2018)
  - Gátak – Magvető, Budapest, 2023 (Határhelyzetek) · ISBN 9789631443615 · fordította: Nemes Krisztina
- Canto jo i la muntanya balla (Barcelona: Anagrama, 2019)
  - Énekelek, s táncot jár a hegy (Canto yo y la montaña baila) · Magvető, Budapest, 2021 · ISBN 9789631440720 · fordította: Nemes Krisztina
- Et vaig donar ulls i vas mirar les tenebres (Barcelona: Anagrama, 2023)
  - Szemet adtam neked, s te a sötétségbe néztél · Magvető, Budapest, 2024 · ISBN 9789631444735 · Fordította: Nemes Krisztina

## Fordítás
- Ez a szócikk részben vagy egészben  az   Irene Solà című angol Wikipédia-szócikk fordításán alapul.  Az eredeti cikk szerkesztőit annak laptörténete sorolja fel. Ez a jelzés csupán a megfogalmazás eredetét és a szerzői jogokat jelzi, nem szolgál a cikkben szereplő információk forrásmegjelöléseként.